# Erich Loitlsberger
Erich Loitlsberger (* 8. Mai 1921 in Grünau im Almtal/Oberösterreich; † 1. Februar 2003 in Wien) war ein österreichischer Wirtschaftswissenschaftler und ordentlicher Universitätsprofessor für Betriebswirtschaftslehre an der Universität Wien.

## Leben
Erich Loitlsberger wurde am 8. Mai 1921 in Grünau im Almtal in Oberösterreich geboren. Er maturierte 1939 am Stiftsgymnasium Kremsmünster und inskribierte nach Rückkehr aus der Kriegsgefangenschaft im Jahre 1946 für das Studium der Betriebswirtschaftslehre an der Hochschule für Welthandel in Wien. Hier erfolgte 1948 die Graduierung zum Diplomkaufmann, ein Jahr später wurde er wissenschaftliche Hilfskraft bei Professor Willy Bouffier.
1950 promovierte er zum Doktor der Handelswissenschaften und wurde in der Folge Hochschulassistent bei Professor Leopold Illetschko. Im Jahre 1953 habilitierte er sich für das Fach Betriebswirtschaftslehre mit der Schrift „Das Wirtschaftlichkeitsprinzip: Analyse und Erscheinungsformen“. Neben seiner Tätigkeit als Assistent erwarb er auch praktische Erfahrungen als Mitarbeiter des Wirtschaftsprüfers Falkenberg und wurde 1956 als Helfer in Buchführungs- und Steuersachen zugelassen (später Überleitung zum Steuerberater). 1957 übernahm er die Vertretung des Lehrstuhls für Revisions- und Treuhandwesen an der Johann Wolfgang von Goethe-Universität in Frankfurt am Main, wurde 1959 als Ordinarius auf diesen Lehrstuhl berufen und wurde 1961 Dekan der Wirtschafts- und Sozialwissenschaftlichen Fakultät dieser Universität.
Im Jahre 1963 kehrte er als ordentlicher Professor und Vorstand des Instituts für Treuhand- und Revisionswesen an die Hochschule für Welthandel in Wien zurück, wo er neben der Allgemeinen Betriebswirtschaftslehre vor allem die Betriebswirtschaftliche Steuerlehre und das Treuhandwesen betreute. 1971 wurde er als Ordinarius des Lehrstuhls für Betriebswirtschaftslehre an die Universität Wien berufen. Mit dieser Berufung bot sich für ihn die Gelegenheit, dem Fach Betriebswirtschaftslehre an der Universität Wien Anerkennung zu verschaffen, das bis dahin nur als Nebenfach für andere Studienrichtungen angeboten wurde. Neuland betrat die Universität Wien im Jahre 1972 mit der Einführung des Studienversuchs „Betriebs- und Wirtschaftsinformatik“ gemeinsam mit der Technischen Hochschule (seit 1975 Universität) Wien.
Langjährige Bemühungen führten schließlich 1989 zur Einrichtung eines Studienversuchs „Internationale Betriebswirtschaftslehre“, der inzwischen als erfolgreicher Studiengang etabliert ist. 1991 erfolgte die Inbetriebnahme des Betriebswirtschaftlichen Zentrums der Universität Wien in 1210 Wien, Brünner Straße 72. Loitlsberger nahm durch die Veröffentlichung von zahlreichen Beiträgen in Fachzeitschriften, von Monographien und von Lehrbüchern intensiv am wissenschaftlichen Diskurs teil. Allerdings maß er der universitären Lehre einen ähnlich hohen Stellenwert wie der wissenschaftlichen Forschung bei.
Die Fortentwicklung der Lehr- und Studienpläne war ihm stets ein besonderes Anliegen. Parallel zu seinem Wirken an der Universität war er auch an anderen Bildungseinrichtungen tätig und betreute etwa die von ihm initiierten Bilanzbuchhalterkurse der Wiener Handelskammer. Auch durch seine umfangreiche Gutachter- und Vortragstätigkeit setzte er sich für einen Wissenstransfer von der Universität in die Praxis ein. Daneben widmete er sich in einer Reihe von ehrenamtlichen Funktionen vor allem der sozialen Betreuung der Studierenden, etwa durch die Sanierung und den Ausbau der Mensabetriebe der Hochschülerschaft oder durch die Schaffung von Wohnraum für Studenten.
Auch nach seiner Emeritierung im Jahre 1992 publizierte Loitlsberger stetig weiter und blieb seiner Wirkungsstätte als Lehrstuhlvertreter und durch die Abhaltung von Lehrveranstaltungen bis kurz vor seinem Tod am 1. Februar 2003 verbunden.

## Arbeits- und Forschungsschwerpunkte
Erich Loitlsberger war die Vermittlung des Faches der Allgemeinen Betriebswirtschaftslehre in seiner gesamten Bandbreite stets ein wichtiges Anliegen. Sein „Grundriß der Betriebswirtschaftslehre“ ist ein Standardwerk. Zu vielen Bereichen der Betriebswirtschaftslehre verfasste er Beiträge in Zeitschriften und Sammelwerken. Er bemühte sich durchwegs, eine Verbindung zwischen einer fachlich anspruchsvollen und einer praxisverbundenen Betriebswirtschaftslehre zu schaffen, und zeigte Offenheit für neue Entwicklungen in der Betriebswirtschaftslehre, aber auch für andere wissenschaftliche Disziplinen.
Seine Interessenschwerpunkte lagen im Rechnungswesen, in der Wirtschaftsprüfung, in der Steuerlehre und in der betrieblichen Finanzwirtschaft. Grundlegende Arbeiten verfasste er zur Theorie der Wirtschaftsprüfung und zur Theorie der Steuerberatung. Sowohl die Wirtschaftsprüfung als auch die Steuerberatung begriff er als spieltheoretisches Problem, in dem asymmetrische Informationsverteilungen und opportunistisches, die Unabhängigkeit gefährdendes Verhalten eine wesentliche Rolle spielen.
Augenmerk legte er immer auf die methodologische Fundierung des Faches und auf die Betrachtung der Betriebswirtschaftslehre als Teil einer Gesellschaftsordnung, die von Werturteilen bestimmt ist. Hierzu verfasste er beispielsweise die bahnbrechende Arbeit „Metaökonomische Wertvorstellungen und Rechtsordnungen als Determinanten betriebswirtschaftlicher Theorie“.

## Publikationen (Auswahl)
Vollständige Werkverzeichnisse finden sich in den Festschriften:
- Management und Kontrolle, Festgabe für Erich Loitlsberger zum 60. Geburtstag, hrsg. von Gerhard Seicht, Verlag Duncker & Humblot, Berlin 1981[2]
- Aktuelle Fragen der Finanzwirtschaft und der Unternehmensbesteuerung, Festschrift für Erich Loitlsberger zum 70. Geburtstag, hrsg. von Dieter Rückle, Verlag Linde, Wien 1991[3]
- Zum Erkenntnisstand der Betriebswirtschaftslehre am Beginn des 21. Jahrhunderts, Festschrift für Erich Loitlsberger zum 80. Geburtstag, hrsg. von Udo Wagner, Verlag Duncker & Humblot, Berlin 2001[4]

### Bücher
- Das Wirtschaftlichkeitsprinzip: Analyse und Erscheinungsformen, Bd. 4 der Veröffentlichungen des Instituts für Organisation und Revisionswesen an der Hochschule für Welthandel Wien, hrsg. von Leopold L. Illetschko, Wien 1955
- Treuhand- und Revisionswesen, 1. Aufl., Stuttgart 1961, 2. Aufl., Stuttgart 1966
- Grundriß der Betriebswirtschaftslehre für Juristen, Wien 1990
- Grundriß der Betriebswirtschaftslehre, 2. Aufl., Wien 1996
- Grundkonzepte der Betriebswirtschaftslehre, München/Wien 2000

### Beiträge in Zeitschriften und Sammelwerken
- Zur Theorie der Prüfung, in: Grundlagen der Buchprüfung, Bd. 1 der Veröffentlichungen des Instituts für Organisation und Revisionswesen an der Hochschule für Welthandel Wien, hrsg. von Leopold L. Illetschko, Wien 1953, S. 21–56
- Die Buchprüfung als spieltheoretisches Problem, in: Der Österreichische Betriebswirt, 18. Jg. 1968, S. 137–179
- Metaökonomische Wertvorstellungen und Rechtsordnungen als Determinanten betriebswirtschaftlicher Theorie, in: Wissenschaftsprogramm und Ausbildungsziele der Betriebswirtschaftslehre, Tagungsbericht des Verbandes der Hochschullehrer für Betriebswirtschaft von der Wissenschaftlichen Tagung in St. Gallen vom 2. – 5. Juni 1971, hrsg. von Gert v. Kortzfleisch, Berlin 1971, S. 79–99
- Zur Theorie der Steuerberatung: Die Steuerberatung als spieltheoretisches Problem, in: Journal für Betriebswirtschaft, 25. Jg. 1975, S. 81–105 und S. 145–159
- Wertkategorien in Handels- und Steuerrecht, in: Handwörterbuch des Rechnungswesens, hrsg. von Erich Kosiol et al., 2. Aufl., Stuttgart 1981, Sp. 1771–1779
- Begriff, Bereiche und Bedeutung der ABWL, in: Journal für Betriebswirtschaft, 33. Jg. 1983, S. 66–86
- Innovationsfinanzierung und Finanzierungsinstrumentarium, in: Journal für Betriebswirtschaft, 34. Jg. 1984, S. 54–69
- Zum gegenwärtigen Stand der Betriebswirtschaftslehre (zugleich Besprechungsaufsatz über "Vahlens Kompendium der Betriebswirtschaftslehre"), in: Journal für Betriebswirtschaft, 36. Jg. 1986, S. 233–241
- Prüfungstheorie, spieltheoretischer Ansatz, in: Handwörterbuch der Revision, hrsg. von Adolf G. Coenenberg und Klaus v. Wysocki, 2. Aufl., Stuttgart 1992, Sp. 1558–1566
- Externe Rechnungslegung und zielkonforme Unternehmenssteuerung im Konzern, in: Fortschritte im Rechnungswesen, Vorschläge für Weiterentwicklungen im Dienste der Unternehmens- und Konzernsteuerung durch Unternehmensorgane und Eigentümer, Gerhard Seicht zum 60. Geburtstag, hrsg. von Otto A. Altenburger et al., Wiesbaden 1999, S. 705–753, 2. Aufl. 2000
- Geschichte des Prüfungswesens, in: Handwörterbuch der Rechnungslegung und Prüfung, hrsg. von Wolfgang Ballwieser et al., 3. Aufl., Stuttgart 2002, Sp. 933–950
- Paradigmenwechsel und Notwendigkeit eines neuen Paradigmas in der Betriebswirtschaftslehre, in: Journal für Betriebswirtschaft, 52. Jg. 2002, S. 4–15

### Herausgeberschaften
- Empirische Betriebswirtschaftslehre, Festschrift zum 60. Geburtstag von Leopold L. Illetschko, Wiesbaden 1963
- Rechnungslegung und Gewinnermittlung, Gedenkschrift für Karl Lechner, Wien 1987 (zusammen mit Anton Egger und Eduard Lechner)
- Schriftenreihe „Forschungsergebnisse aus dem Revisionswesen und der betriebswirtschaftlichen Steuerlehre“, Berlin (zusammen mit Dieter Rückle und Jörg Baetge)
- Zeitschrift „Journal für Betriebswirtschaft“, Wien (zusammen mit Heinrich Stremitzer et al.)

### Nachrufe
- Hax, Herbert: Zum Gedenken an Erich Loitlsberger, in: Schmalenbachs Zeitschrift für betriebswirtschaftliche Forschung, 55. Jg. 2003, S. 512–514
- Knolmayer, Gerhard: Zum Gedenken an Erich Loitlsberger (1921–2003), in: Zeitschrift für Betriebswirtschaft, 73. Jg. 2003, S. 782–785

## Ehrungen
- Großes Silbernes Ehrenzeichen für Verdienste um die Republik Österreich 1977
- Ehrendoktorwürde der Karl-Franzens-Universität Graz 1981
- Ehrenmedaille in Gold der Stadt Wien für Verdienste bei Mitwirkung in studentischen Hilfsinstitutionen 1987
- Österreichisches Ehrenkreuz für Wissenschaft und Kunst I. Klasse 1992
- Goldenes Ehrenkreuz der Stadt Wien 1996
- Ehrendoktorwürde der Wirtschaftsuniversität Wien (Name der Hochschule für Welthandel seit 1975) 2002